# 파리국립고등음악무용원
파리 음악원(Conservatoire de Paris 콩세르바투아르 드 파리[*])는 1795년에 프랑스 파리에서 설립한 음악, 무용 그랑제콜이다. 공식 명칭은 파리국립고등음악무용원(Conservatoire National Supérieur de Musique et de Danse de Paris, CNSMDP)으로, 파리 19구 장조레스 거리에 위치하고 있다.
본래 연극 분야 또한 교육하였으나 1946년 국립고등연극예술원(CNSAD)으로 분리되었다. 오늘날 음악원은 프랑스 문화부의 지원을 받아 PSL 대학교 소속으로 운영되고 있으며, 리옹 음악원(CNSMDL)과 연계하고 있다.

## 문화에 나타난 파리 음악원
- 일본의 만화 노다메 칸타빌레의 파리 유학 이후 내용은 파리 음악원을 배경으로 한다.

## 역대 음악원장
- Bernard-Sarrette 1795-1822
- Luigi Cherubini 1822-1842
- Daniel Auber 1842-1871
- Ambroise Thomas 1871-1896
- Théodore Dubois 1896-1905
- Gabriel Fauré 1905-1920
- Henri Rabaud 1921-1941
- Claude Delvincourt 1941-1954
- Marcel Dupré 1954-1956
- Raymond Loucheur 1956-1962
- Raymond Gallois-Montbrun 1962-1983
- Marc Bleuse 1984-1986
- Alain Louvier 1986-1991
- Xavier Darasse 1991-1992
- Marc-Olivier Dupin 1993-2000
- Alain Poirier 2000-2009
- Pascal Dumay 2009
- Bruno Mantovani 2010-현재

## 같이 보기
- 로마 대상